# 第七次対仏大同盟
第七次対仏大同盟（だいしちじたいふつだいどうめい, Seventh Coalition, 1815年3月25日 - ）は、エルバ島から舞い戻り、フランス皇帝に復帰したナポレオン・ボナパルトを打倒するため、ヨーロッパ諸国が結成した同盟。

ナポレオンはウィーン会議が開催されている間に、エルバ島を脱出した。3月13日、7日の行程を経てナポレオンはパリに到着し、ウィーン会議では、この行為を違法であると宣言し、3月25日にオーストリア、プロイセン、ロシア、イギリスは第七次対仏大同盟を結成し、ナポレオンの支配を終わらせるために、150000名の兵を集めた。この時の戦いはナポレオン戦争最後の戦いであり、ナポレオンはワーテルローの戦いで敗北し、復古王朝が復位し、ナポレオンはセントヘレナ島へ流罪となり、ナポレオン戦争は終結した。ナポレオンはセントヘレナ島で1821年5月に亡くなった。

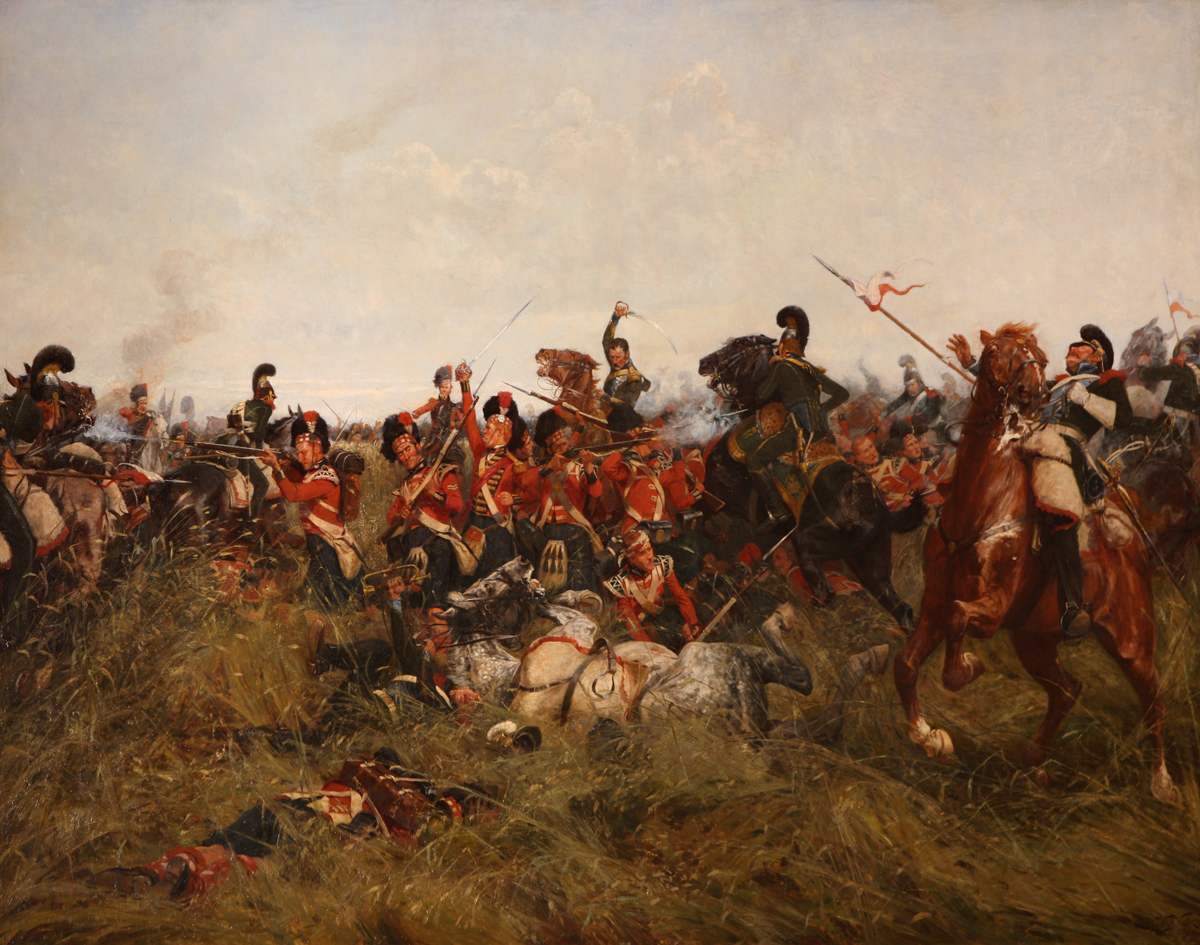
カトル・ブラの戦い

## 同盟
1814年、第六次対仏大同盟諸国との戦いに敗れたナポレオンはフランス皇帝から退位し、5月4日にエルバ島へ追放された。しかし彼は復帰のための計画を練っていた。
ブルボン朝の王政復古の政治がフランス国民の反感を買い、同盟諸国もウィーン会議で対立している情勢を見て、1815年2月26日、ナポレオンはエルバ島を脱出しカンヌ近郊に上陸した。フランス王となっていたルイ18世は、ナポレオンが舞い戻ったとの一報に驚愕し、ミシェル・ネイに軍を与えて捕縛に派遣したが、ネイはナポレオン側へ寝返り、合流してパリへ進撃した。ルイ18世は逃亡し、ナポレオンは3月20日にパリに入城、再び帝位に就き、直ちに軍の動員に取り掛かった。
一方、ナポレオンの復活に驚愕した同盟諸国では、3月13日にウィーン会議でナポレオン復帰の無効を決定し、3月25日に第七次対仏大同盟を結成して、ナポレオンを打倒するための軍の集結を開始した。第七次対仏大同盟に参加した国家は以下のとおりである。
- グレートブリテンおよびアイルランド連合王国（イギリス）
- プロイセン王国
- ロシア帝国
- オーストリア帝国
- スウェーデン王国
- オランダ王国
- ライン同盟諸邦

## ナポレオンのフランスへの帰還
連合国が取り乱している間、ナポレオンは自身の問題を彼のやり方で解決した。1815年2月26日、イギリスとフランスの護衛艦は不在だったので、ポルトフェッラーイオからフランスのブリッグ、インコンスタンスに1000名の兵と共に忍び込び、ゴルフ＝ジュアンに上陸した。ゴルフ＝ジュアンはカンヌとアンティーブの中間にある。1815年3月1日、プロヴァンスの君主主義者を除き、ナポレオンは暖かく受け入れられた。ナポレオンはプロヴァンス地方の多くを避け、アルプスを経由する道を選択した。この時ナポレオンが通った道は今日ではナポレオン街道と記されている。
誰もナポレオンに銃を向ける事はなかったので、彼の部隊は軍隊と呼べるまでに膨れ上がった。3月5日、名目上は君主主義の第5歩兵連隊はナポレオンの元に向かった。翌日、彼らはシャルル・ド・ラベドワイエール指揮下の第七歩兵連隊に加わった。シャルル・ド・ラベドワイエールはこの戦役が終わった後、反逆罪によってブルボン朝によって処刑された。これらの逸話はナポレオンのカリスマ性を説明している。君主主義者の軍がグルノーブルのナポレオンの軍の進軍を止めるために展開している時、ナポレオンは彼らの前に出てコートを脱ぎ次のように述べた。”諸君らの皇帝はここにいる！さあ撃て！”これを聞いた兵はナポレオンの軍に加わった。

## 1815年フランス戦役

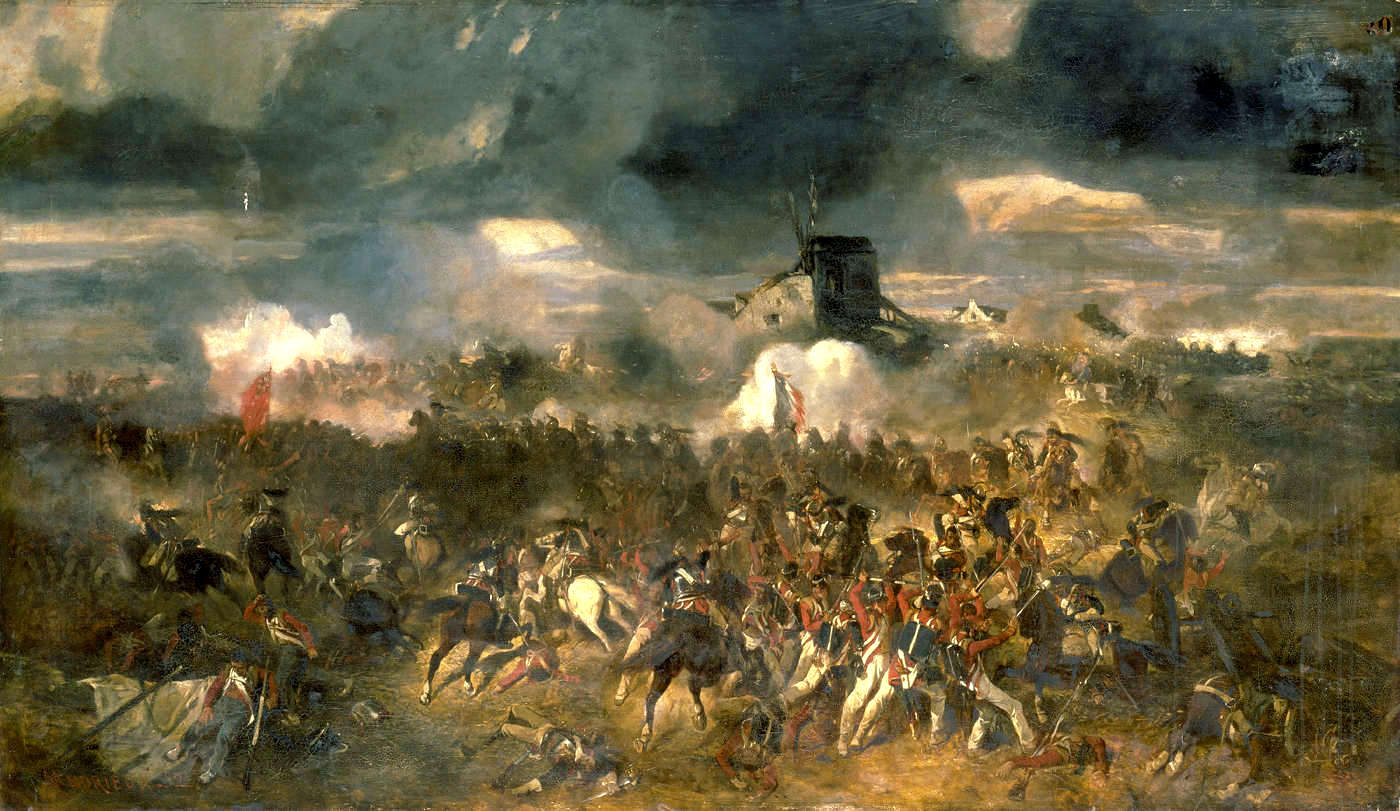
ワーテルローの戦い

ナポレオンは、諸国に皇帝復位を認めさせるためには、同盟軍を撃破しなくてはならなかった。この時、ウェリントン公の率いるイギリス・オランダ連合軍と、ブリュッヘルの率いるプロイセン軍はベルギー方面にあり、オーストリア軍はライン方面と北イタリアに展開していた。ナポレオンは同盟軍が合流する前に各個撃破すべく、フランス軍主力を率いてベルギーへ向かった。
6月15日、フランス軍はリニーの戦いでプロイセン軍を破った。しかしその側面を衝く予定であったネイ軍団が、6月16日のカトル・ブラの戦いでイギリス軍によって足止めされたため、プロイセン軍の撃滅には失敗した。プロイセン軍ではブリュッヘルが重傷を負い、代わって参謀長グナイゼナウが指揮をとった。ナポレオンはグルーシーに一軍を与えてプロイセン軍の追撃に派遣し、自身はウェリントン公の率いるイギリス・オランダ連合軍と決戦するためにワーテルローへ向かった。
6月18日、フランス軍7万2,000とイギリス・オランダ連合軍6万8,000がワーテルローの戦いで激突した。イギリス・オランダ連合軍はフランス軍にじりじり押されていたが、グルーシーの追撃を振り払ったプロイセン軍が戦場へ到着してフランス軍の側面へ猛攻をかけ、フランス軍は潰走した。プロイセン軍の追撃によってフランス軍は完全に崩壊した。

## ルイ18世の復位
7月8日、ルイ18世がフランス国王に復位した。フランス革命以降断続的に20年以上にわたって続いた戦乱は、11月20日の第二次パリ条約の締結をもって正式に終結した。

## ナポレオンの降伏
6月22日、ナポレオンは再び退位を余儀なくされ、セントヘレナ島へ流罪となった。復帰からわずか100日足らずで敗北へ追い込まれたことから、この期間をナポレオンの百日天下という。